# Picket Fences

Picket Fences (1992-1996) was een Amerikaanse dramaserie, geproduceerd door David E. Kelley, die door de Amerikaanse broadcaster CBS werd uitgezonden.
Kathy Baker (dokter Jill) en Tom Skerritt (de politiechef) waren de hoofdrolspelers. Zij hadden drie kinderen, gespeeld door Justin Shenkarow (Matthew), Adam Wylie (Zachary'Zach) en Holly Marie Combs (Kimberly).
De serie was opvallend omdat ze diverse eigenaardige en ook controversiële onderwerpen behandelde.
Picket Fences won 28 televisieprijzen, waaronder veertien Emmy Awards en een Golden Globe. Hiervan werden drie Emmy's en de Globe door hoofdrolspeler Baker individueel binnengehaald.
In Nederland werd de serie uitgezonden door de NCRV onder de naam "Small Town USA".

## Rolverdeling
- Costas Mandylor - Kenny Lacos (87 afleveringen)
- Lauren Holly - Maxine Stewart (87 afleveringen)
- Fyvush Finkel - Douglas Wambaugh (86 afleveringen)
- Ray Walston - Judge Henry Bone (80 afleveringen)
- Kelly Connell - Carter Pike (73 afleveringen)
- Zelda Rubinstein - Ginny Weedon (44 afleveringen)
- Don Cheadle - D.A. John Littleton (38 afleveringen)
- Dabbs Greer - Reverend Henry Novotny (20 afleveringen)
- Roy Brocksmith - Rector Michael Oslo (20 afleveringen)
- Leigh Taylor-Young - Rachel Harris (16 afleveringen)
- Michael Keenan - Bill Pugen (15 afleveringen)
- Roy Dotrice - Father Barrett (15 afleveringen)
- Marlee Matlin - Mayor Laurie Bey (13 afleveringen)
- Elisabeth Moss - Cynthia Parks (7 afleveringen)
- Richard Masur - Ed Lawson (6 afleveringen)